# Biserica de lemn din Ciutești
Biserică de lemn. La cimitir este o biserică amplasată în Ciutești, raionul Nisporeni, Republica Moldova. Este un monument arhitectural de importanță națională inclus în Registrul monumentelor Republicii Moldova ocrotite de stat cu nr. 860 (raionul Nisporeni). Datează de la înc. sec. XIX.